# Megalithanlage von Ardaturrish More
Die Megalithanlage von Ardaturrish More (lokal auch Altar genannt) liegt im Townland Ardaturrish More (irisch Ard an Turais Mór) auf einem Hügel über dem Hafen von Glengarriff, im County Cork in Irland.
Die Reste der Nordwest-Südost-orientierten etwa 1,15 m langen und 0,75 m breiten Kammer, bestehen aus zwei parallelen Tragsteinen, die einen bis zu 0,5 m dicken, etwa 1,8 × 1,6 m messenden Deckstein stützen. Der Deckstein ist im Querschnitt dreieckig. Seine abgerundete Spitze zeigt nach unten, in die Kammer. Der niedrigste Punkt befindet sich 0,6 m über dem Boden. Der Deckstein ist in vielem ähnlich jenen Decksteinen der im County massenhaft verbreiteten Boulder Burials, aber die Tragsteine sind typisch für eine Megalithanlage.